# دومينيك فيغليوميني
دومينيك فيغليوميني (مواليد 17 مارس 1969) هو ملاكم كندي، مثّل بلاده في الألعاب الأولمبية الصيفية في دورتي 1992 و1996.

## روابط خارجية
دومينيك فيغليوميني على موقع اللجنة الأولمبية الدولية (الإنجليزية)
- دومينيك فيغليوميني على موقع أوليمبيديا (الإنجليزية)
- دومينيك فيغليوميني على موقع اللجنة الأولمبية الكندية (الإنجليزية)
- دومينيك فيغليوميني على موقع اتحاد ألعاب الكومنولث (مؤرشف) (الإنجليزية)